# Vignette (software)
Vignette es un paquete de software desarrollado por Vignette Corporation con base en Austin, Texas,USA y compuesto por:
- Gestor de contenidos (Vignette Content Management)
- Un portal web (Vignette Application Portal)
- Collaboration
- Un gestor documental
- Gestor de registros electrónicos (Records Management)

Originalmente fue fundado por Bob Davoli y Sigma Partners (en una etapa inicial de la compañía Venture capital).
La versión 7, fue la última de su producto Gestor de Contenidos para la empresa bajo la marca Vignette. Consiste en varios paquetes de software, que permiten a usuarios de negocios no técnicos, crear, editar y hacer un seguimiento de contenido a través de flujos de trabajo, y publicar este contenido en la Web.
Algunos sitios en internet utilizan este software. Ejemplo de ellos son:
- Nokia
- OCDE
- Lexmark
- Wachovia
- Banco de España
- Gobierno del Principado de Asturias
- Alsa
- Caixabank
- TAM Líneas Aéreas
- Wikia

La plataforma Vignette proporciona principalmente soporte para Java EE. Y su producto para desarrollar portales Web, (Vignette Application Portal) soporta el estándar JSR 168.
Los sitios en internet que son gestionados por versiones anteriores a la 7, son fáciles de identificar porque tienen URLs formadas principalmente por números separados por comas.
Durante los años 90 la combinación del entorno de desarrollo Vignette y su API eran superiores al tradicional desarrollo basado en CGI/vi/Perl ganando mucha popularidad entre los clientes debido a su conveniencia y usabilidad.
En marzo del 2004, Vignette Corporation adquirió TOWER Technology Pty Limited.
En julio de 2009 Vignette fue adquirida por OpenText Corporation, que renombró muchos de los productos Vignette bajo la marca OpenText.
Los detalles de la adquisición y los productos renombrados pueden consultarse en el siguiente enlace de la compañía OpenText
http://www.opentext.com/what-we-do/products/opentext-product-offerings-catalog/rebranded-products/vignette-is-now-opentext